# Giulio Ascanio Boiardo
Giulio Ascanio Boiardo (circa 1430 – 7 febbraio 1460) figlio di Feltrino Boiardo e di Guiduccia da Correggio. Conte di Scandiano, insieme al nipote Matteo Maria Boiardo, dal 1456 al 1460.

## Biografia

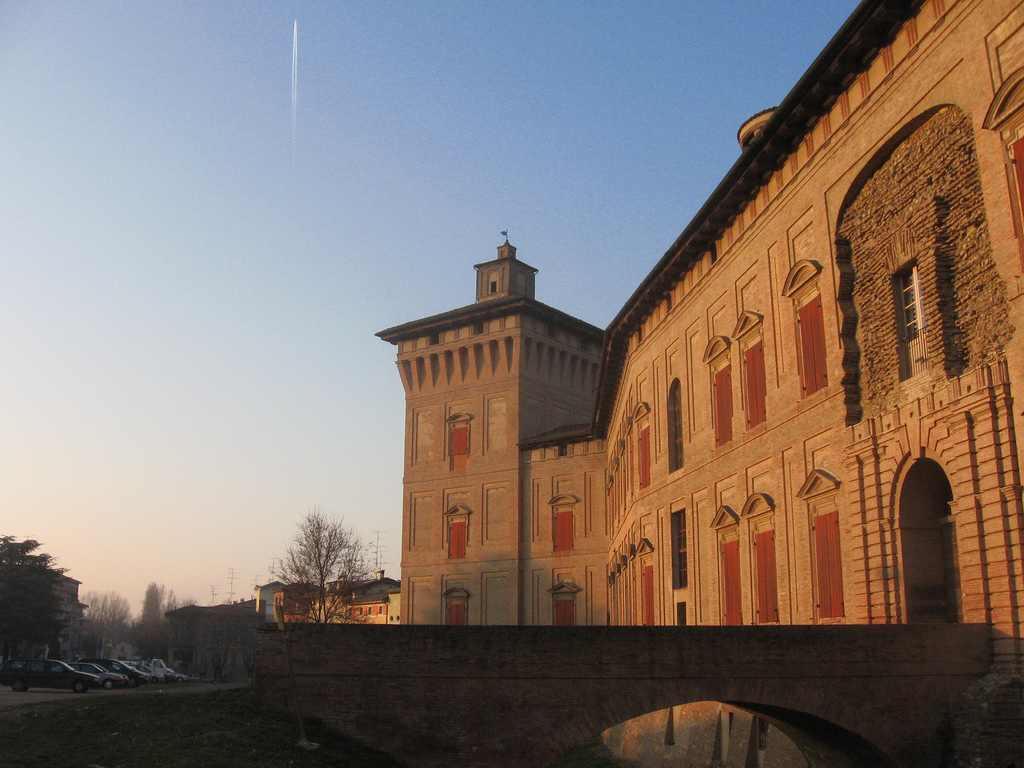
Scandiano, Rocca dei Boiardo.

Giulio Ascanio era il secondogenito di Feltrino Boiardo e di Guiduccia da Correggio, figlia di Gherardo VI da Correggio.
Il fratello maggiore, Giovanni Boiardo, morì nel 1451, lasciando suo erede nei diritti allodiali e dinastici il figlio Matteo Maria Boiardo; alla morte però del padre Feltrino nel 1456, l’eredità allodiale e feudale dello stesso passo invece indivisa al nipote Matteo Maria ed al secondogenito Giulio Ascanio.
Il governo del feudo di Scandiano e giurisdizioni annesse passò pertanto ad essere amministrato in condominio tra il nipote e lo zio.
Giulio Ascanio si sposò con Cornelia Taddea Pio, della potente famiglia dei Pio di Carpi.
Alla morte di Giulio Ascanio nel 1460, la sua parte di eredità passò al figlio Giovanni Boiardo, determinando l'inizio di un periodo complesso di intrighi e discordie, che culminò nel 1474 con la divisione del feudo fra i due cugini.
Giulio Ascanio fu sepolto nella tomba della famiglia Boiardo, presso la chiesa di Santa Maria di Scandiano.

## Discendenza
Dal matrimonio con Cornelia Taddea Pio (1441-1521), nacquero:
- Alda (? - 1531)[4], damigella di Isabella d'Este alla corte dei Gonzaga[5].
- Eleonora (? - post 1542), menzionata nel testamento della cugina Cornelia di Matteo Maria
- Giovanni (c. 1458[6] - 1523), co-feudatario di Scandiano dal 1460 al 1474, feudatario di Arceto e Casalgrande dal 1474 al 1499 e nuovamente feudatario di Scandiano dal 1499 al 1523
- Laura (? - post 1542), badessa a Ferrara, prima del Monastero del Corpus Domini e successivamente, dal 1510, del Monastero di San Bernardino; amica personale di Lucrezia Borgia
- Giulio Ascanio (postumo, 2 luglio 1460 - 27 febbraio 1473)[1][7].